# Myscelia albescens
Myscelia albescens är en fjärilsart som beskrevs av Hall 1935. Myscelia albescens ingår i släktet Myscelia och familjen praktfjärilar. Inga underarter finns listade i Catalogue of Life.